# Glory (canción)
«Glory» es una canción interpretada por el cantante John Legend y el rapero Common, compuesta por John Stephens, Lonnie Lynn y Che Smith. La canción fue lanzada el 11 de diciembre de 2014 por Columbia Records como la canción principal de Selma (2014), película basada en las marchas por los derechos de voto de 1965 que sucedieron de Selma (Alabama) a Montgomery. Common también coprotagonizó la película como el líder del Movimiento de Derechos Civiles James Bevel.
Comercialmente, la canción alcanzó el puesto número 49 en el Billboard Hot 100 en Estados Unidos. El video musical de la canción fue dirigido por Paramount Pictures y fue lanzado el 12 de enero de 2015. La canción ganó el Oscar a la mejor canción original en la 87.ª entrega de los premios Oscars, y el Globo de Oro a la mejor canción original, en la 72.ª entrega de los premios Globos de Oro.

## Premios
| Año  | Ceremonia de Entrega de Premios        | Premio                                     | Resultados    |
| ---- | -------------------------------------- | ------------------------------------------ | ------------- |
| 2014 | Asociación de Críticos Afroamericanos  | Best Music                                 | Ganador       |
| 2015 | 87.º Premios Óscar                     | Mejor Canción Original                     | Ganador       |
| 2015 | Critics' Choice Movie Awards           | Mejor Canción                              | Ganador       |
| 2015 | Georgia Film Critics Association       | Mejor Canción Original                     | Ganador       |
| 2015 | Golden Globe Award                     | Mejor Canción Original                     | Ganador       |
| 2015 | Houston Film Critics Society Awards    | Mejor Canción Original                     | Ganador       |
| 2015 | Iowa Film Critics                      | Mejor Canción                              | Segundo lugar |
| 2015 | Black Reel Award                       | Mejor Canción Adaptada a la Original       | Ganador       |
| 2016 | 58 Entrega Anual de los Premios Grammy | Mejor Canción Escrita Para Medios Visuales | Nominado      |
| 2016 | 58 Entrega Anual de los Premios Grammy | Mejor Canción de Rap                       | Nominado      |
| 2016 | 58 Entrega Anual de los Premios Grammy | Mejor Colaboración de Rap/Sung             | Nominado      |

## Video musical
El video musical fue dirigido por Paramount Pictures. Fue puesto en la cuenta Oficial de VEVO de Common el 12 de enero de 2015. Las estrellas son vídeo Legend y Common. El vídeo, que incluye imágenes de la película, comienza con Legend tocando el piano y luego canta, y rapea con Common en las diferentes partes del video.

## Lista de sencillos
Descarga digital
1. "Glory" – 4:32

## Presentaciones en directo
"Glory" fue interpretada por Legend y Common en el programa de televisión matutino estadounidense Good Morning America el 5 de enero de 2015.
El 8 de febrero de 2015, el dúo interpretó la canción en la culminación a la 57.ª ceremonia de Premios Grammy celebrada en el Staples Center en Los Ángeles, California.
Legend y Common que se realizan "Gloria" en los Premios de la Academia 87 o Mostrar en 22 de febrero de 2015 utilizando una puesta en escena de Selma Edmund Pettus Bridge. La canción ganó el Oscar a la mejor canción original.

## Rendimiento comercial
"Glory" debutó oficialmente en el Billboard Hot 100 en el puesto número 92. Se convirtió en el cuarto sencillo de Common en esa listado y desde entonces ha alcanzado su punto máximo en 49.

### Pocisionamiento en listas
| Lista (2015)                                | Mejor posición |
| ------------------------------------------- | -------------- |
| Australia (ARIA)                            | 62             |
| Austria (Ö3 Austria Top 40)                 | 47             |
| Bélgica (Flandes) (Ultratip Bubbling Under) | 74             |
| Bélgica (Valonia) (Ultratip Bubbling Under) | 40             |
| Francia (SNEP)                              | 65             |
| Irlanda (IRMA)                              | 39             |
| España (Top 100 Canciones)                  | 25             |
| Suiza (Schweizer Hitparade)                 | 38             |
| Reino Unido (UK Singles Chart)              | 62             |
| Estados Unidos (Billboard Hot 100)          | 49             |
| Estados Unidos (Hot R&B/Hip-Hop Songs)      | 18             |
| Estados Unidos (Hot Rap Songs)              | 11             |

### Fecha de lanzamiento
| País           | Fecha                   | Formato          | Discográfica | Ref.   |
| -------------- | ----------------------- | ---------------- | ------------ | ------ |
| Estados Unidos | 11 de diciembre de 2014 | Descarga digital | ARTium       | [ 8 ]  |
| Reino Unido    | 11 de diciembre de 2014 | Descarga digital | ARTium       | [ 25 ] |